# كابيتول ولاية كاليفورنيا

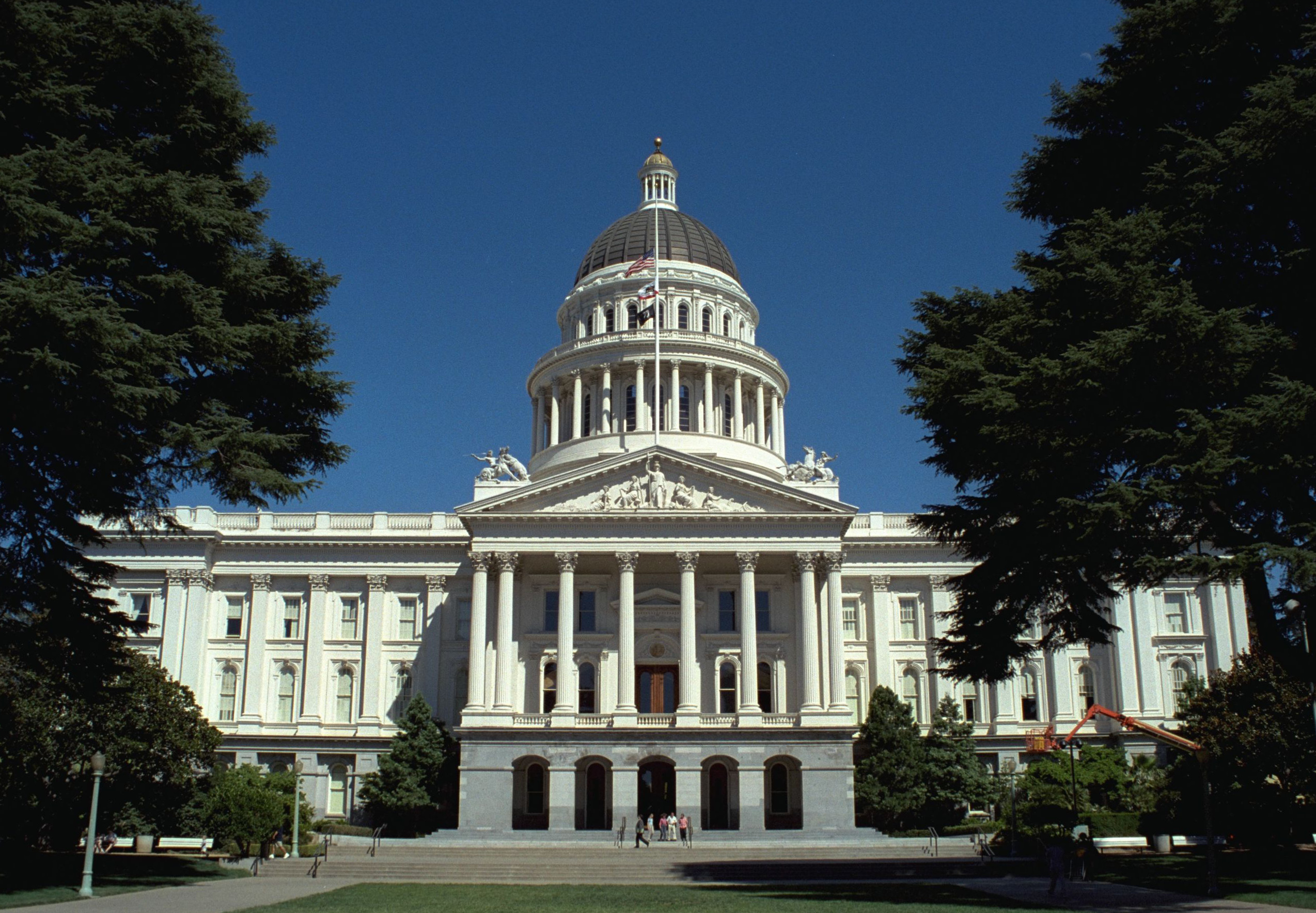
مبنى كابيتول ولاية كاليفورنيا

مبنى الكابيتول في ولاية كالبفورنيا: هي موطن لحكومة ولاية كاليفورنيا. ويضم المبنى مجلس الولاية التشريعي من مجلسين، ومكتب المحافظ.
ويقع في سكرامنتو، أكمل هيكل الكلاسيكية الجديدة بين عامي 1861 و 1874 في الطرف الغربي من حديقة مبنى الكابيتول، والذي تحكمه في شارع L إلى الشمال، لا يوجد شارع إلى شارع، الجنوب 10 في الغرب، وشارع 15 في الشرق. تم ادراج مبنى الكابيتول، وأسس على مكتب السجل الوطني للأماكن التاريخية في عام 1973، والمدرجة كمعلم تاريخي ولاية كاليفورنيا في عام 1974، مع التفاني من جديد في 9 يناير، 1982 لإحياء ذكرى وثيقة لاستعادة الذكرى المئوية الثانية مشروع.